# Llupià
Llupià ([ʎupi'a], en francès, igual, però sense accent) és un poble, cap de la comuna del mateix nom, de 1.964 habitants, de la comarca del Rosselló, a la Catalunya del Nord. La dita diu: «A Llupià, llops hi havia, a Llupià, llops hi ha».

## Etimologia
Joan Coromines explica el topònim Llupià com a nom de predi derivat del nom propi llatí Lupus o Lupius, amb el sufix adjectival -anum (d'en Llop, vindria a ser).

## Geografia

### Localització i característiques generals del terme
El terme de Llupià, de 68.800 hectàrees d'extensió, s'estén a la Plana del Rosselló, a tocar dels Aspres. És a prop i a llevant de Tuïr, el cap del seu cantó.
És un territori pla, lleugerament inclinat cap al sud, on hi ha les elevacions més destacades, tot i que amb prou feines passen dels 100 m alt. Pertany a les terrasses superiors de la Plana del Rosselló, Pertany a la vall del Tet, vers el qual davallen les aigües pluvials, principalment a través d'agulles, o canals d'irrigació, que provenen del sector oest de Perpinyà.
Termes municipals limítrofs:
|                      | Tuïr / Pontellà i Nyils |                  |
| Tuïr                 |                         | Pontellà i Nyils |
| Santa Coloma de Tuïr | Terrats                 | Trullars         |

### El poble de Llupià

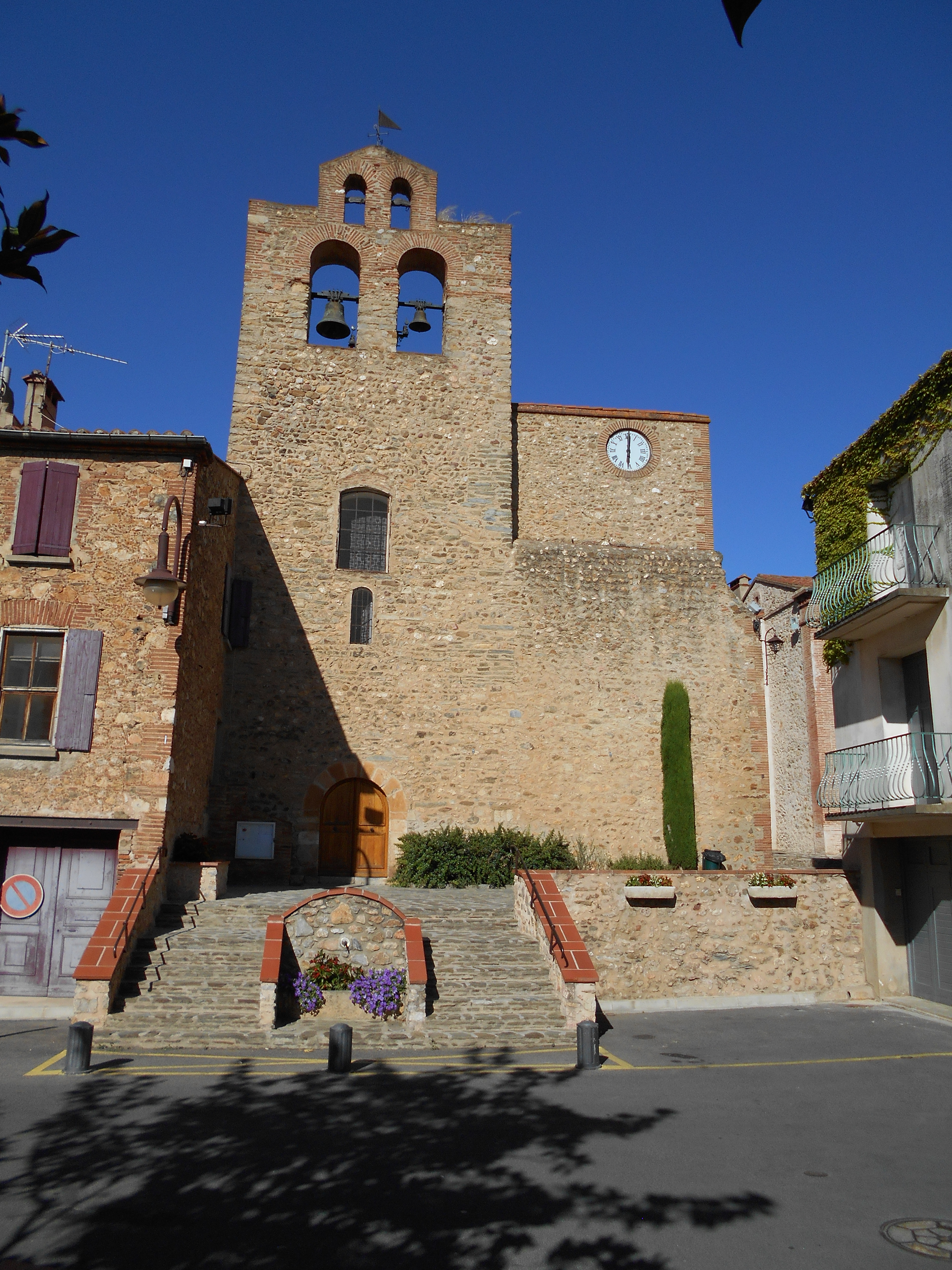
Façana de ponent de Sant Tomàs de Llupià

Des del seu origen en una vil·la romana, Llupià desenvolupà una cellera al voltant de l'església parroquial romànica de Sant Tomàs i el seu cementiri. A l'entorn d'aquesta cellera es formà la vila fortificada, que encara avui dia es pot reconèixer en les fotos aèries i ortofotomapes, a part d'alguns fragments de muralla conservats. Els topònims urbans també ho indiquen, com la Plaça del Castell. A l'entorn del poble es començaren a fer les primeres edificacions públiques contemporànies, com el Cementiri Nou, al sud-oest del poble vell. Al nord-est seu hi havia la Gara, l'estació de l'antiga línia de ferrocarril de Tuïr a Perpinyà.
A partir d'aquest nucli primigeni, el poble de Llupià anà creixent fins a convertir-se actualment en una conurbació de Tuïr. Les urbanitzacions hi han proliferat: les Amandiers, l'Aspre, la Colomina del Marquès, la Font, les Feixes i les Mimoses.

### Sant Romà
Església desapareguda, era situada a llevant de Llupià, a l'antiga via de comunicació entre Perpinyà i el Conflent. Consta des del 958, i depenia de Sant Martí de Canigó. En el lloc on era situada s'han trobat vestigis romans.

### Santa Maria de Vilarmilà

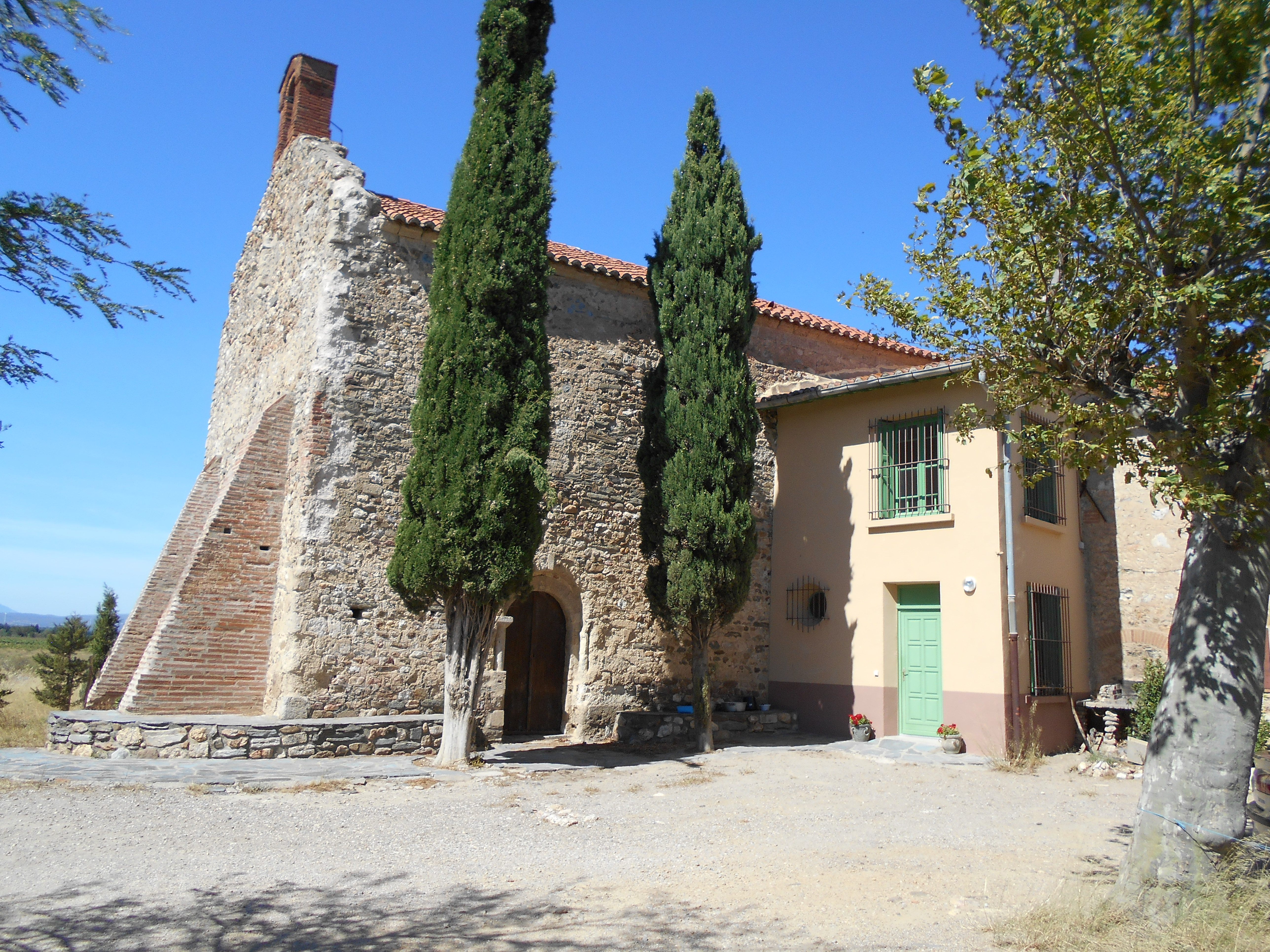
L'església de Santa Maria de Vilarmilà

Situada a l'extrem de llevant del terme, Santa Maria de Vilarmilà és una notable església romànica, documentada des del 1163. Fou donada pel bisbe d'Elna al propenc Monestir del Camp.

### Sant Salvador de Vilarmilà
Actualment desapareguda, era a prop i al sud de Santa Maria de Vilarmilà, al peu del Camí del Conflent. És esmentada en diverses butlles papals i preceptes reials (974, 982, 990, 1110...). Ha pres el seu nom el Mas de Sant Salvador, en el territori del qual es trobava.

### Salaó
El lloc de Salaó apareix documentat en una donació del 1007. Coincideix amb l'actual Mas Salaó, situat al nord del poble de Llupià, actualment molt a prop dels barris moderns que han crescut al sector nord de Llupià.

### Els masos del terme
A Llupià es conserven diversos masos, alguns dels quals molt carregats d'història: el Casot de les Olivedes, el Casot de les Gorgues, el Casot de Sant Salvador, el Casot del Vinyer del Rei, el Mas de la Capella, el Mas de Sant Salvador -on hi havia hagut l'església de Sant Salvador de Vilarmilà- i el Mas Salaó -on hi havia hagut el lloc de Salaó.

### Cursos d'aigua
En un terme tan pla com el de Llupià, són pocs els cursos d'aigua existents. Dos canals de drenatge (l'Agulla, o Eixau, de la Joncassa, i l'Agulla de la Joncasseta), i tres còrrecs (el Còrrec de la Font, el del Camp de l'Home Mort, i la Dou, o Còrrec de la Dou). Una sola font destaca en el terme, i s'anomena senzillament la Font. Dona nom al paratge del Camp de la Font.

### El terme comunal
Els principals noms de llocs i de partides del terme de Llupià són l'Aspre, el Camí de les Olivedes, el Camí de Tuïr, el Camp Rodon, els Camps de la Font, la Colomina del Marquès, les Costes, les Feixes, la Font dels Gormands, les Gorgues, les Nantilles, les Olivedes, el Pou Vilar, la Prada, Puiglanell, Robau, Salaó, la Salanca, la Salanca Baixa, Sant Romà, Sant Salvador, els Siurers Petits, la Vicença, el Vinyer de la Capella i el Vinyer del Rei.
Tal vegada per tractar-se d'un terme molt pla, uns quants dels topònims es deuen a les fites termenals de la comuna de Llupià: nou llocs designats amb el terme Fita (dues al Pou Vilar, una a Salaó, dues a la Vicença, tres al Vinyer del Rei i una als Siurers Petits), set amb el nom de Piló (una a Puig Rodon, dos al Pou Vilar, un a la Ruta de Tuïr, un a les Nantilles, un al Vinyer del Rei i una en el lloc que, simplement, és conegut com a Piló), i el Roc Gros de la Vicença.

#### El Cadastre napoleònic
En el Cadastre napoleònic del 1812, el terme de Llupià apareix dividit en dues seccions: l'anomenada Nord, que abraça els dos terços septentrionals del terme, i l'anomenada Sud, a la qual pertany el terç meridional de la comuna. A la secció Nord hi ha les partides de lo Pou Vilar, lo Camí de Tuïr, Salaó, amb el Mas Salaó, les Gorgues, les Olivedes, lo Camí de les Olivedes, la Grada, lo Vinyer del Rei i lo Vinyer de la Capella. A la secció Sud, on hi ha el poble, hi ha les Nantilles, les Feixes, la Colomina del Marquès, els Camps de la Font, les Costes, la Vicença, la Salanca, Sant Salvador, amb el mas d'aquest nom, i la Salanca Baixa.

## Transports i comunicacions

### Vies antigues de comunicació
La principal via antiga de comunicació de Llupià era la Via Conflentana, que procedia de Pontellà (se'n conserva el traçat des de la Cava Cooperativa d'aquesta població), passava per Vilarmilà, anava cap a la gara de Llupià, des d'on s'adreçava a Tuïr seguint el traçat actual de la D - 612.
Una altra via tal vegada existent a l'antiguitat era una secundària que unia la Via Conflentana a Tuïr amb la Via Domícia al Voló, passant per Forques i Llupià. Nombroses restes trobades al llarg del seu traçat certificarien l'existència d'aquesta via.

### Carreteres
Pel terme de Llupià passen dues úniques carreteres, que tenen la confluència en el mateix nucli de Llupià, al nord del poble: la D - 612 i la D - 615.
La D - 612 (Estagell - D - 22, a Sant Cebrià de Rosselló) travessa el terme de Llupià de ponent a llevant, decantant-se lleugerament cap al sud en direcció est. Des de Llupià mena en 24 quilòmetres a Estagell, en 20 a Montner, en 12 a Millars, en 1 a Tuïr, pel costat nord-oest, i en 6 a Trullars, en 12,5 a Bages de Rosselló, en 15,5 a Montescot, en 21 a Elna i en 25 a Sant Cebrià de Rosselló, pel costat de llevant.
La D - 615 (Illa - Ceret) travessa el terme de Llupià de nord a sud, i coincideix de traçat amb l'anterior en el quilòmetre que hi ha de Tuïr a Llupià. Mena des d'aquest poble, cap al nord, a Tuïr (1 km), Corbera de les Cabanes (9) i Illa (15). Cap al sud, aquesta carretera duu a Terrats (1,5 km), Forques (4,5), Torderes (8,5), Llauró (11,6) i Ceret (21).

### Transport públic col·lectiu
A causa de la seva proximitat amb Perpinyà i Tuïr, Llupià està força ben comunicat, sobretot amb aquestes dues poblacions. D'una banda, dues línies del Bus CPTM (Companyia de Transports Perpinyà Mediterrani) passen per Llupià: les línies 26 i 27.
La línia 26 (Llupià - Toluges), que circula quatre cops al dia en cada direcció de dilluns a dissabte, tot i que dissabte amb uns horaris diferents, i des de Llupià mena a Pontellà en 6 minuts, a Cànoes en 11 i a Toluges en 20. El diumenge i dies festius, funciona només fins a Cànoes també quatre cops al dia, anada i tornada.
La 27 (Llupià - Perpinyà/Catalunya), que circula tres cops al dia en direcció a Perpinyà i quatre en direcció a Llupià de dilluns a dissabte. Des de Llupià mena a Pontellà en 7 minuts, a Nyils en un quart d'hora, a Pollestres en 23 minuts, i a Perpinyà en 35 minuts a la primera parada i tres quarts d'hora al final de trajecte. El diumenge i dies festius, funciona només fins a Cànoes també quatre cops al dia, anada i tornada, amb el número 26, i a Cànoes enllaça amb la línia 15 per anar a Perpinyà.
D'altra banda, la línia 421 del servei departamental de Le bus à 1 € uneix Sant Cebrià de Rosselló Platja amb Millars, passant per Sant Cebrià de Rosselló, Alenyà, Elna, Montescot, Bages, Trullars, Llupià, Tuïr i Millars. Ofereix dos serveis diaris en cada direcció, de dilluns a dissabte. No circula els dies de festa. Per aquesta línia, Llupià és a 5 minuts de Tuïr i a 25 de Millars, cap al nord-oest, i a 5 de Trullars, a 15 de Bages, 20 de Montescot, 25 d'Elna, 35 d'Alenyà, 40 de Sant Cebrià i 50 de Sant Cebrià Platja, cap a llevant.

### Els camins del terme
Tot i que hi ha més carreteres asfaltades, només una és coneguda amb el terme de ruta: la Ruta del Mas d'en Sabola (la D-612). La resta reben el nom de camí, llevat de la Carrerassa, antic camí de transhumància, i del Mata Burros de Tuïr, traçat de l'antiga via fèrria de Tuïr a Perpinyà, convertit avui dia en itinerari turístic. Els camins interns del terme de Llupià són el Camí de la Devesa, el de la Font, el de la Muntanya, el de la Prada, també anomenat de la Muntanya, com l'anterior, el del Dental, el de les Gorgues, el de les Vinyes i el del Mas Salaó. D'altra banda, hi ha els camins que enllacen amb els pobles dels entorns: Camí de Paçà, Camí de Perpinyà, Camí de Pontellà, Camí (o Ruta) de Terrats, Camí de Trullars, Camí de Tuïr a Pontellà, Camí Vell de Tuïr, Camí Vell de Perpinyà i Camí Vell de Tuïr a Terrats.

## Activitats econòmiques
En l'actualitat, Llupià ha avançat molt cap a convertir-se en un poble dormitori de Perpinyà i de Tuïr. L'activitat tradicional del poble, l'agricultura, ha vist reduïda en més d'una quarta part les terres de conreu, en obrir-se noves urbanitzacions a l'entorn del poble vell i, sobretot, en la franja de territori cap a Tuïr, vila amb la qual ja forma un contínuum urbà.
La vinya era, i continua essent, el conreu principal, majoritàriament per a la producció de vins de denominació d'origen controlat. Una superfície molt més petita l'ocupen els arbres fruiters (albercoquers i alguns presseguers), i una part testimonial està dedicada a hortalisses i a cereals. A Llupià hi ha una cooperativa vinícola.

## Història

### Història Antiga
Les restes de l'antiguitat romana són presents a diferents llocs del terme de Llupià. A la Colomina del Marquès, en forma de vestigis romans sota un hàbitat medieval, a Sant Romà, al nord-est i a prop del poble (a la cruïlla de la carretera D - 612 amb el camí de Vilarmilà i Pontellà), on es va trobar una gran vil·la romana de l'època de l'Alt i el Baix Imperi, amb possible continuïtat medieval (capella i necròpolis). Les restes trobades són importants: murs lligats amb calç, moles, dolis, ceràmica de diverses menes, més d'un centenar de monedes, fragments de plaques de marbre blanc, un sarcòfag de plom (que fou venut en el seu moment a pes)... El jaciment romà trobat sota el vilatge medieval de Vilarmilà és un cas semblant. Al Vinyer de la Capella i a les Gorgues, en el sector nord del terme, es van localitzar també força vestigis romans, en el segon cas tal vegada d'una sepultura i, a prop, un possible petit hàbitat rural de l'època romana republicana. Finalment, a Robau, a l'extrem est del terme comunal, es va trobar una imitació d'``Emporion posterior al 212 a JC.

### Història Medieval
El primer esment documental de Llupià apareix en una carta relacionada amb el Cartulari de Cuixà. Data del 953, en una donació al monestir de Cuixà, on Eldebrand feia donació dels seus alous en terres de Lupianum. En donacions posteriors, foren els monestirs de Sant Pere de Rodes (965), Santa Maria d'Arles (967), altre cop Cuixà (primer quart del segle xi) i Sant Martí de Canigó (1007) els beneficiats de béns a Llupià.
Des del 1091 apareix una família cognominada de Llupià: Berenguer de Llupià n'és el primer documentat. Aquesta família apareix ara sota el domini del vescomtat de Castellnou, adés sota el del comtat de Besalú. Al segle xiv els Llupià es van fer amb el domini de Bages, i mantingueren la baronia de Llupià i Vilarmilà, que encara fou engrandida amb la baronia de Castellnou.
Entre les diverses prospeccions arqueològiques dutes a terme a Llupià, a l'indret conegut com la Colomina del Marquès, a tocar de la població per llevant, va aparèixer un hàbitat rural medieval, dessota del qual es van trobar restes romanes, tal vegada abocaments. A Sant Romà, lloc proper més al nord, van aparèixer moltes restes romanes, com ja s'ha dit, però hi ha la possibilitat d'una ocupació altmedieval damunt de les seves ruïnes, amb un lloc de culte i un cementiri d'inhumació.
Entre els llocs denominats la Capella, Robau i Sant Salvador, a l'extrem oriental del terme de Llupià, es va trobar el vilatge antic de Vilarmilà, ja conegut, però redescobert en les excavacions de la dècada dels 90 (del segle xx). Es tracta d'un jaciment bàsicament romà, que degué ser abandonat abans de l'època visigòtica i tornar a ocupar al segle x, moment que es tenen notícies de la seva església.

### Història Moderna
Fins a la Guerra dels Segadors, aquesta baronia estigué en mans dels de Llupià, però a causa d'aquella guerra, els foren expropiats tots els béns aragonesos. Tanmateix, mantingueren títols i honors, fins que el 1702 Felip IV elevà la baronia a marquesat. Per via matrimonial, el Marquesat de Llupià anà a mans dels Desvalls, marquesos del Poal, que ja mantingué aquest títol, sense béns patrimonials, unit als altres dos marquesats que posseïa, el del Poal i el de d'Alfarràs. En l'actualitat, els descendents dels Desvalls, que mantenen aquest històric cognom per descendència directa, tenen els tres marquesats repartits entre tres germans (el d'Alfarràs, recentment -2015- a mans de la filla d'un d'ells, per mort del seu pare). El marquès de Llupià actual és Carles Desvalls i Maristany.

## Demografia

### Demografia antiga
La població està expressada en nombre de focs (f) o d'habitants (h)
| 18 f | 16 f | 10 f | 11 f | 7 f | 11 f | 24 f | 30 f | 36 f | 215 h | 184 h | 50 f |

Font: Pélissier 1986

### Demografia contemporània
| Evolució de la població |      |      |      |      |      |      |      |      |
| 1793                    | 1800 | 1806 | 1821 | 1831 | 1836 | 1841 | 1846 | 1851 |
| 216                     | 250  | 263  | 296  | 311  | 270  | 281  | 276  | 278  |

| 1856 | 1861 | 1866 | 1872 | 1876 | 1881 | 1886 | 1891 | 1896 |
| ---- | ---- | ---- | ---- | ---- | ---- | ---- | ---- | ---- |
| 232  | 235  | 257  | 265  | 258  | 319  | 265  | 308  | 293  |

| 1901 | 1906 | 1911 | 1921 | 1926 | 1931 | 1936 | 1946 | 1954 |
| ---- | ---- | ---- | ---- | ---- | ---- | ---- | ---- | ---- |
| 297  | 295  | 304  | 341  | 284  | 265  | 281  | 278  | 271  |

| 1962 | 1968 | 1975 | 1982 | 1990  | 1999  | 2005  | 2008  | 2010  |
| ---- | ---- | ---- | ---- | ----- | ----- | ----- | ----- | ----- |
| 277  | 282  | 399  | 931  | 1.253 | 1.734 | 1.797 | 1.863 | 1.948 |

| 2013  |
| ----- |
| 1.964 |

Fonts: Ldh/EHESS/Cassini fins al 1999, després INSEE a partir deL 2004

### Evolució de la població

Població 1962-2008

## Administració i política

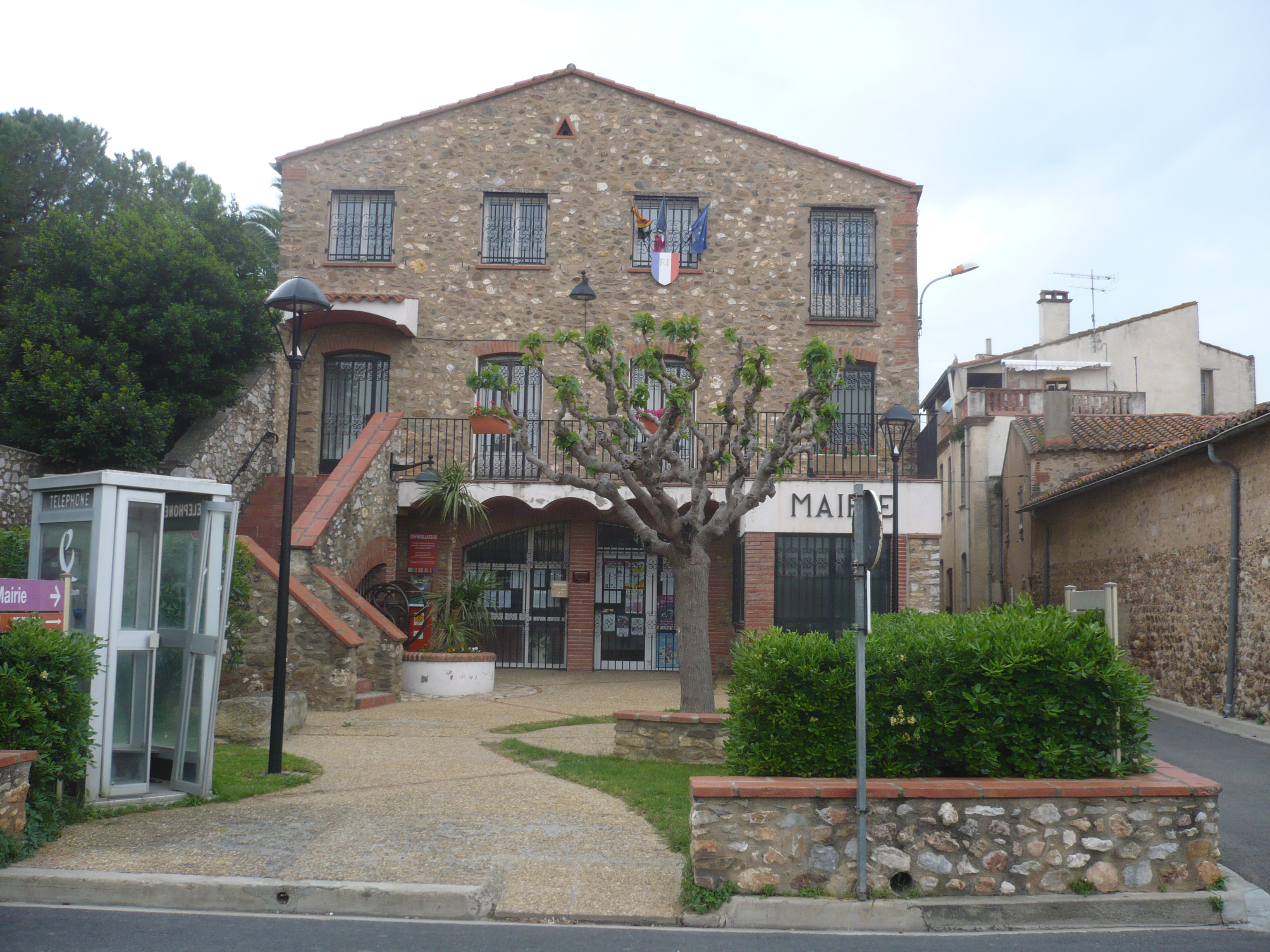
La Casa del Comú

### Batlles[13]
| Període                       | Nom          | Opció política | Comentaris |
| ----------------------------- | ------------ | -------------- | ---------- |
| Març del 1995 - Moment actual | Roger Rigall | Independent    |            |

### Legislatura 2014 - 2020

#### Batlle
- Roger Rigall.

#### Adjunts al batlle[14]
- 1r: Jacques Pla
- 2n: Josette Vidal
- 3r: Roger Bier
- 4t: Roger Roca
- 5è: Michelle Camara.

#### Consellers municipals
- Jacqueline Delpuech
- Noël Girard
- Martine Baëza
- Andrée Arizo
- Geneviève Maurette
- René Tigneres
- Jean-Marie Patau
- Denis Laize
- Stéphanie Fernandez
- Jean-René Casals
- Gérard Barrabes
- Nathalie Quer
- Fabienne Vidal.

### Adscripció cantonal

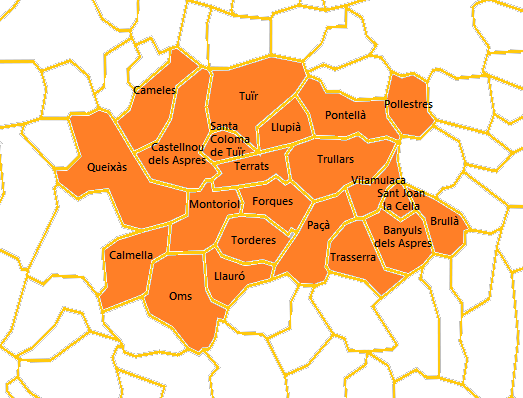
Mapa del Cantó 1 dels Aspres

A les eleccions cantonals del 2015 Llupià ha estat inclòs en el cantó número 1, denominat Els Aspres, amb capitalitat a la vila de Tuïr i amb els pobles de Banyuls dels Aspres, Brullà, Calmella, Cameles, Castellnou dels Aspres, Forques, Llauró, Llupià, Montoriol, Oms, Paçà, Pollestres, Pontellà i Nyils, Queixàs, Santa Coloma de Tuïr, Sant Joan la Cella, Terrats, Torderes, Trasserra, Trullars i Vilamulaca. Hi han estat escollits com a consellers departamentals Édith Pugnet, del Partit Comunista - Front d'esquerra, Vicepresident del Consell departamental, adjunta al batlle de Cabestany, i René Olivé, del Partit Socialista, Vicepresident del Consell departamental, batlle de Tuïr.

## Ensenyament i cultura
A Llupià hi ha una escola on els nens del poble poden seguir els nivells maternal i primari, mentre que la secundària i el batxillerat i ensenyaments professionals han de ser cursats fora del poble, preferentment a Tuïr.

## Persones il·lustres
- Tomàs de Llupià (1631 - Belén (Veneçuela), 1688), missioner caputxí
- Sébastien Batlle (1914 - 2006), militar, General de Divisió Aèria